# 轻便手杖

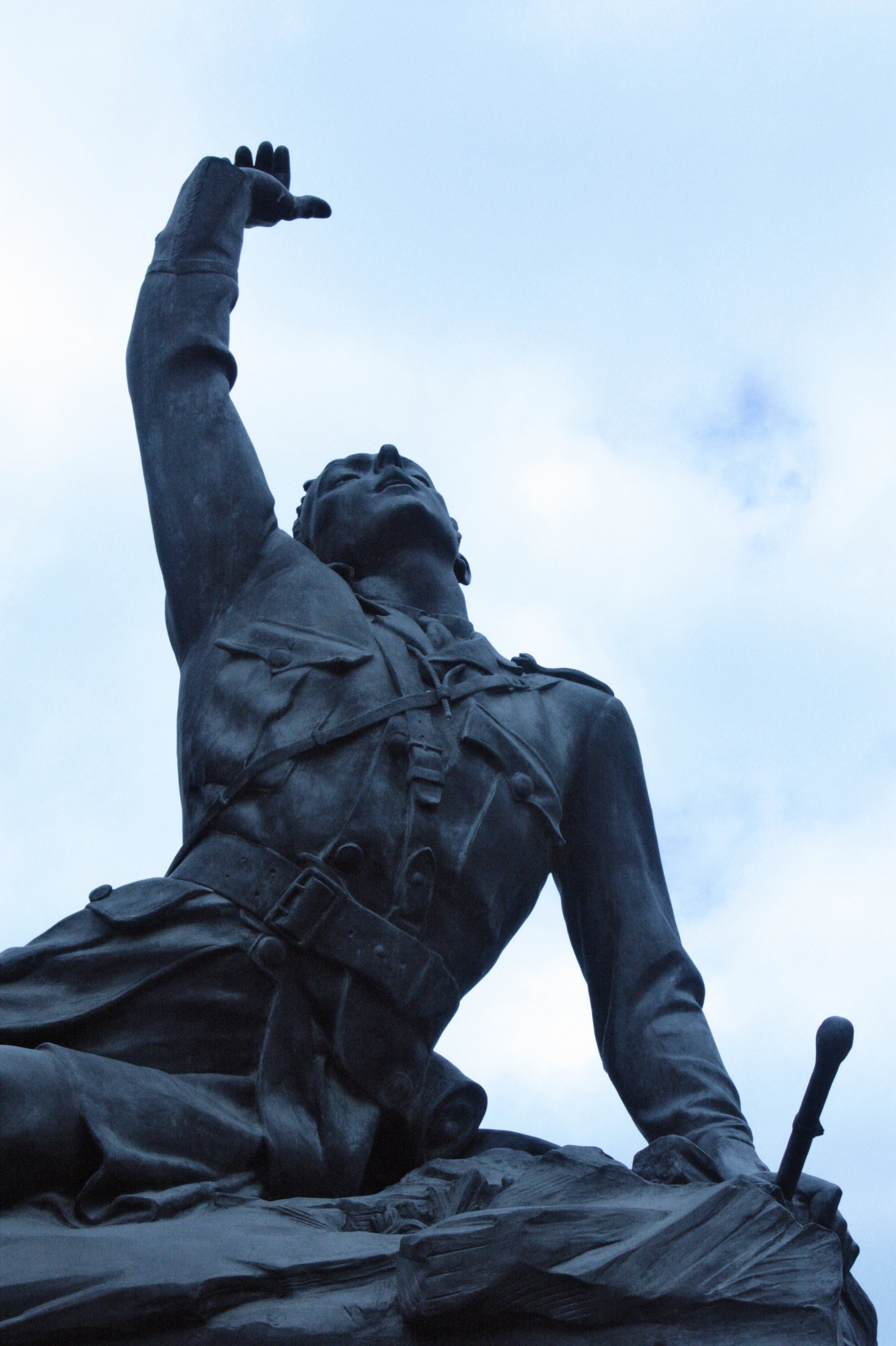
手持轻便手杖的雕塑，费蒂斯中学战争纪念馆

轻便手杖（英語：swagger stick），一种短手杖或鞭杖，通常是作为权力的象征由公务人员佩戴。轻便手杖要比步行手杖要短一些，且通常使用藤木制成的。它作为公务象征的现代用法源自与古罗马百夫长所携带的藤杖。

## 英国
在第一次世界大战前的英国陆军中，轻便手杖是士兵外出制服的标配，士兵休假时都会佩戴。这种手杖的样式是一根抛光的木质短杖加一个金属的圆形杖首。列兵或士官通常会把手杖夹在腋下。骑兵则会携带一根小骑杖而不是轻便手杖。这种做法仅限于陆军和皇家海军，其他部门从未模仿过。随着军人休假时不再穿制服，轻便手杖也相应地过时了。
在英国陆军和其他遵照英联邦传统的部队中，军官会在穿着制服时携带轻便手杖，而一些准尉和高级士官则可以携带步规来代替。骑兵军官则会携带骑杖而非轻便手杖来遵从固有传统。在英国陆军的爱尔兰护卫队等爱尔兰军团，军官们会携带黑刺李木手杖。在皇家坦克团，军官们会按一战时的传统，携带梣木杖（ash plant）或步行手杖，用来测试坦克前进路线上的地面强度。

## 美国

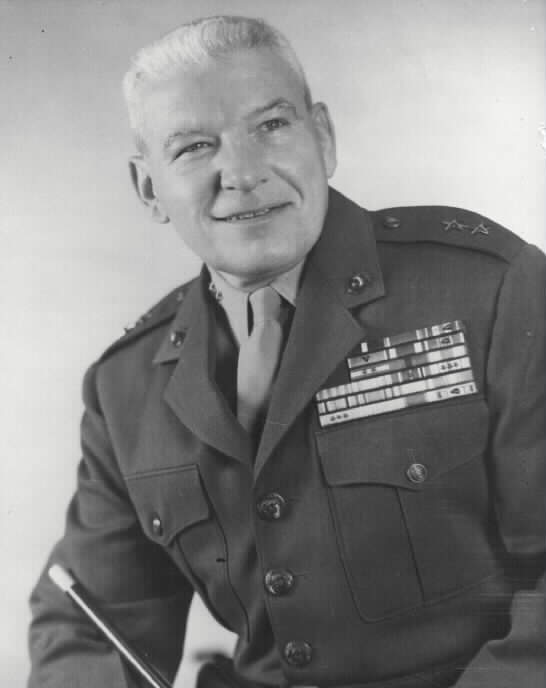
手持轻便手杖的霍默·里岑伯格的标准像，拍摄于1950年代末

轻便手杖曾在美国海军陆战队中非常流行，它从19世纪后期开始成为军官们的一件非正式配饰。1915年，正式批准征募官佩戴轻便手杖来提升公众形象。这一传统随着在第一次世界大战中与大量携带轻便手杖的欧洲军官的接触，在海军陆战队中更加普及，导致在1922年的制服规定中正式批准了海军陆战队携带它们。在二十世纪三四十年代，除了美国驻华海军陆战队外，其他人已经极少携带轻便手杖，但到了1952年，随着一个鼓励携带轻便手杖的规定，它又开始流行了，并在1956年到1960年达到了高潮。
乔治·巴顿将军在第二次世界大战也配有轻便手杖；不过他的手杖中藏有隐蔽的刀片，类似与维多利亚时期绅士的剑杖。
曾于1984年至1987年出任驻韩美军第8集团军司令的威廉·利弗西上将曾携带着一根用来自朝韩非军事区板门店事件的白杨木制成的轻便手杖。